# Fripouille et Malicette
Fripouille et Malicette sont une série d'albums pour la jeunesse écrits par Pierre Lehoulier et Françoise Naudinat. Ces albums ont été publiés chez Bayard Jeunesse.

## Titres publiés
- Tome 1 : Le Balai volant
- Tome 2 : La Boule de cristal
- Tome 3 : La nuit du vampire
- Tome 4 : Pique-nique à Morquitue
- Tome 5 : Le Village des trolls

- Fripouille et Malicette saison 1
- Fripouille et Malicette saison 2
- Fripouille et Malicette saison 3
- Fripouille et Malicette saison 4